# 라피

지역 문장

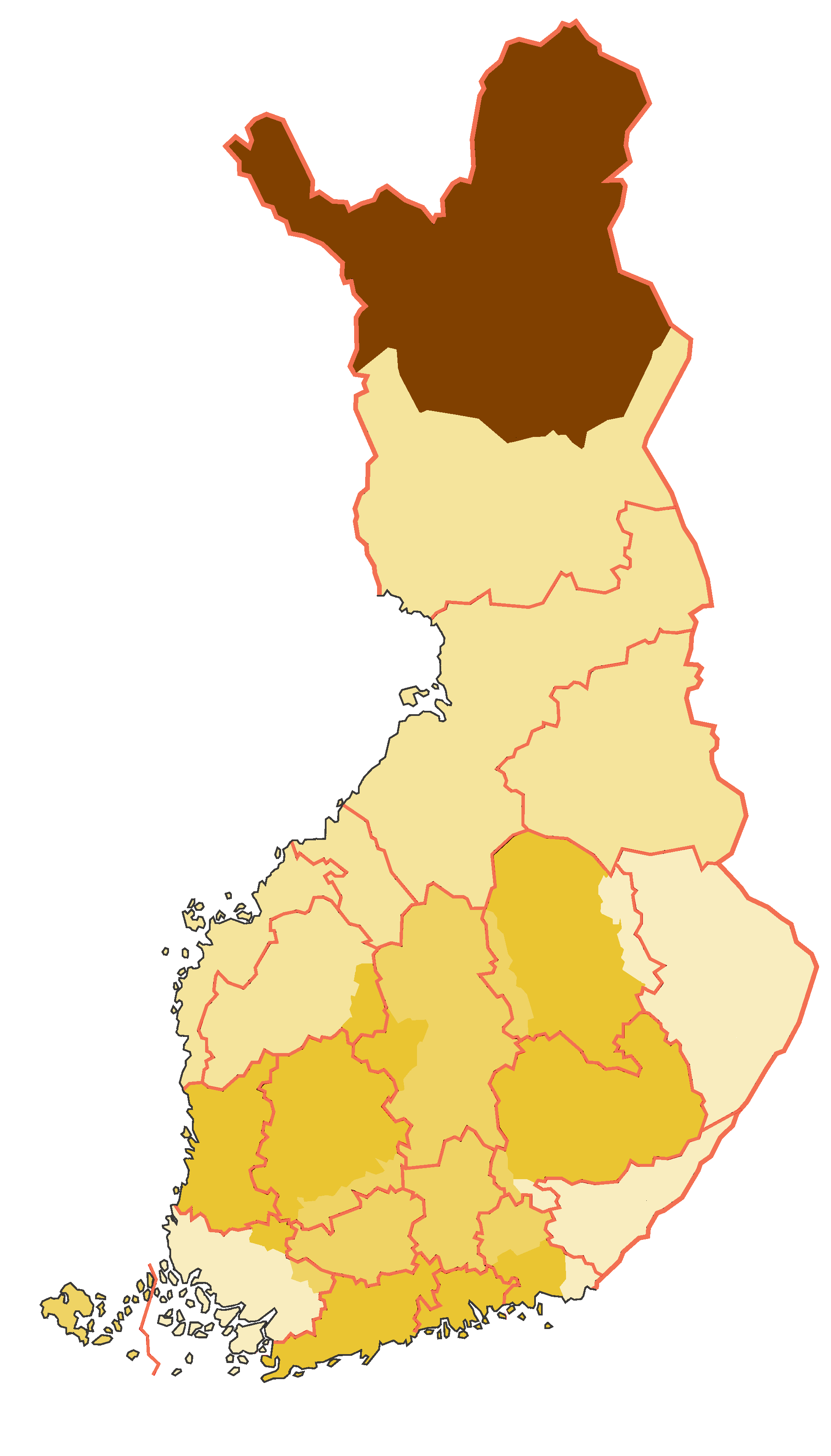
라피의 위치 (고동색으로 표시된 지역)

라피(핀란드어: Lappi, 스웨덴어: Lappland)는 핀란드의 역사적 지역으로, 현재의 핀란드 북부에 위치한다. 남쪽으로는 핀란드의 다른 역사적 지역인 포흐얀마와 접하며 서쪽으로는 스웨덴, 북쪽으로는 노르웨이, 동쪽으로는 러시아와 국경을 접한다. 현존하는 핀란드의 지역인 라피 지역과 경계선이 거의 일치한다.

## 행정 구역
핀란드가 스웨덴의 지배하에 있던 시대에는 스웨덴령 라플란드 지방에 속해 있었으며 1809년 핀란드의 다른 지역과 마찬가지로 러시아 제국에 할양되었다. 1938년 라피를 포함한 오울루 주 북부가 라피 주로 분리되어 신설되었다. 2010년 1월 1일을 기해 핀란드의 주가 폐지된 이후부터는 라피 지역에 속해 있다.

## 같이 보기
- 사프미